# Rock Your Baby (álbum)
Rock Your Baby es el primer álbum de estudio del cantante estadounidense George McCrae. Fue publicado en julio de 1974 a través de TK Records.  El álbum incluye su canción insignia «Rock Your Baby», que alcanzó el puesto #1 en la lista Hot 100 de Billboard.

## Antecedentes
McCrae se casó con la cantante de soul Gwen McCrae en 1963. A partir de entonces, grabaron como dúo y consiguieron un contrato de grabación con TK Records de Henry Stone. En 1967, la cantante Betty Wright los ayudó a firmar con el sello discográfico Alston de Stone. George se desempeñó como su mánager, además de cantar en sesiones y en clubes en Palm Beach, Florida.
Estaba a punto de regresar a la universidad para estudiar aplicación de la ley, cuando Richard Finch y Harry Wayne Casey de KC and the Sunshine Band lo invitaron a cantar la letra de una canción que habían grabado para la banda, pero no pudieron alcanzar las notas altas que se requerían para la canción. La intención original era que Gwen, su esposa, la grabara, pero llegó tarde a la sesión y George grabó solo. «Rock Your Baby» se convirtió en uno de los primeros éxitos de la era disco en 1974, vendiendo aproximadamente once millones de copias en todo el mundo, y consiguiéndole una nominación al premio Grammy como Mejor Vocalista Masculino de R&B el año siguiente.

## Recepción de la crítica

### Reseñas contemporáneas
Un escritor no especificado de la revista Cash Box declaró: “El sencillo más popular del país en este momento ha dado origen a este excelente y funky LP que debería hacer lo mismo en las listas de LP que «Rock Your Baby» hizo en las listas de sencillos de pop y r&b. Repleto de delicias funky, este disco muestra a un artista nuevo y dinámico en su mejor momento, listo para seguir adelante con lo que parece ser una carrera sensacional”.
Robert Christgau, escribiendo para The Village Voice, escribió: “A la gente le gustó tanto el sencillo que lo extendieron a lo largo de la mayor parte de un álbum–literalmente más de ocho minutos, además de que todas las mismas pistas de ritmo presentan el falsete útil pero emocionalmente limitado de McCrae”.

### Revisiones retrospectivas
En una reseña en retrospectiva para AllMusic, Jason Ankeny le dio al álbum una calificación negativa: “George McCrae saltó a la fama con «Rock Your Baby», un disco que también estableció la viabilidad comercial del incipiente sonido disco de Miami. El tema que da título al álbum, que encabezó las listas de éxitos, sigue siendo la quintaesencia de la ética de producción de TK Records, con sus texturas bañadas por el sol y sus ritmos de trance perfectamente complementados por la alegre voz de McCrae. Desafortunadamente, el resto del LP parece un trabajo apresurado, ya que la mayor parte del material simplemente reelabora la fórmula de «Rock Your Baby» con resultados cada vez menores (incluso hay un «Rock Your Baby Reprise»). Solo el funky «I Get Lifted» se eleva por encima de la mediocridad convencional”.

## Lista de canciones
Todas las canciones escritas y compuestas por Harry Wayne Casey y Richard Finch.
Lado uno
1. «Rock Your Baby» – 6:20
2. «I Can't Leave You Alone (I Keep Holdin' On)» – 3:10
3. «You Got My Heart» – 2:35
4. «You Can Have It All» – 2:40

Lado dos
1. «Look at You» – 4:55
2. «Make It Right» – 2:57
3. «I Need Somebody Like You» – 3:34
4. «I Get Lifted» – 2:50
5. «Rock Your Baby (Reprise)» – 2:05

## Créditos y personal
Créditos adaptados desde las notas de álbum de Rock Your Baby.
Músicos
- George McCrae – voces
- Harry Wayne Casey – teclados
- Richard Finch – bajo eléctrico, batería
- Robert Johnson – batería
- Jerome Smith – guitarra
- Phillip Wright – guitarra

Personal técnico
- Harry Wayne Casey – productor
- Richard Finch – productor
- Drago Fernandez – diseño, ilustración
- Antonio Carlin – fotografía

## Certificaciones y ventas
| País                                                     | Certificación | Ventas  |
| -------------------------------------------------------- | ------------- | ------- |
| Canadá (Music Canada)                                    | Oro           | 50 000* |
| Reino Unido (BPI)                                        | Plata         | 75 000* |
| *cifras de ventas basadas únicamente en la certificación |               |         |